# كانتون سيفيلا دي أورو
كانتون سيفيلا دي أورو (بالإنجليزية: Sevilla de Oro Canton)‏ هو كانتون في الإكوادور، يتبع مقاطعة أزواي، عاصمته Sevilla de Oro ‏، ينقسم الكانتون لثلاث أبرشيات.

## السكان
حسب التعداد الإكوادوري لعام 2010، بلغ عدد سكانه 5889 والمجموعات العرقية كالتالي:
| العرقية               | النسبة |
| --------------------- | ------ |
| ميستيثو               | 91.6%  |
| اللاتينيون            | 5.9%   |
| الإكوادوريون الأفارقة | 1.5%   |
| مونتوبيو              | 0.2%   |
| السكان الأصليون       | 0.8%   |
| أخرى                  | 0.1%   |